# Forschungsnetzwerk Frauen und Rechtsextremismus
Das deutsche antifaschistische Forschungsnetzwerk Frauen und Rechtsextremismus wurde von Nachwuchswissenschaftlerinnen im Jahr 2000 in Rostock gegründet. Es setzt sich aus Soziologinnen, Politikwissenschaftlerinnen, Erziehungswissenschaftlerinnen, Historikerinnen und Journalistinnen zusammen, deren Forschungs- und Recherchegebiete geschlechtsspezifische Aspekte des Rechtsextremismus sind. Das Netzwerk leistet Bildungsarbeit und publiziert seine Ergebnisse.

## Tätigkeiten
- Austausch aktueller Erkenntnisse (Recherchen, Auswertungen, Forschungen) über Aktivitäten, Publikationen und Äußerungen von Frauen im Spektrum der extremen Rechten
- Diskussion und Einschätzung aktueller geschlechtsbezogener Phänomene und Prozesse in der rechtsextremen Szene im Kontext allgemein gesellschaftlicher und historischer Diskurse und Entwicklungen
- Vermittlung, Austausch und Transfer der Erkenntnisse in die gesellschaftliche Debatte, z. B. in Form von Fortbildungen, Workshops, Vortrags- und Diskussionsveranstaltungen sowie in Form von Publikationen
- Kooperation mit anderen Vereinigungen / Organisationen im Bereich der politischen Bildungsarbeit
- Bereitstellung von einschlägiger Expertise für journalistische, wissenschaftliche und zivilgesellschaftliche Bedarfe

Auch wenn die politische Praxis der Frauen in der extremen Rechten und deren Weiblichkeitskonstruktionen im Zentrum der Analysen stehen, befassen sich die Netzwerkmitglieder ebenfalls mit Geschlechterverhältnissen und Männlichkeitskonzeptionen in der extremen Rechten.

## Bildungsarbeit
Die Mitglieder  bieten Bildungsveranstaltungen wie Vorträge, Workshops und Seminare an.
Die Themen sind u. a.: „Geschlechterverhältnisse in der extremen Rechten“, „Rechtsextreme Orientierungen bei Mädchen und jungen Frauen“, „Ein- und Ausstiegsprozesse von extrem rechten Mädchen und Frauen“ und „Männlichkeitskonzeptionen in der extremen Rechten“.

## Veröffentlichungen (Auswahl)
Mitglieder des Forschungsnetzwerks waren u. a. an folgenden Publikationen beteiligt:
- Renate Bitzan (Hrsg.): Rechte Frauen. Skingirls, Walküren und feine Damen. Espresso Verlag, Berlin 1997, ISBN 3-8225-0339-8.
- Selbstbilder rechter Frauen. Zwischen Antisexismus und völkischem Denken. Edition Diskord, Tübingen 2000.
- Die Beteiligung von Fürsorgerinnen an der Bildung und Umsetzung der Kategorie „minderwertig“ im Nationalsozialismus. Mabuse Verlag, Kassel 2003.
- Lebensgeschichten rechtsextrem orientierter Mädchen und junger Frauen – Biographische Verläufe im Kontext der Familien- und Gruppendynamik. Psychosozial-Verlag, Gießen 2004
- Von „N.S. Frauen-Warte“ bis „Victory“. Konstruktionen von Weiblichkeit in nationalsozialistischen und rechtsextremen Frauenzeitschriften. Logos Verlag, Berlin 2004.
- Braune Schwestern? Feministische Analysen zu Frauen in der extremen Rechten. Unrast Verlag, Münster 2005.
- 88 Fragen und Antworten zur NPD: Weltanschauung, Strategie und Auftreten einer Rechtspartei – und was Demokraten dagegen tun können. Wochenschau Verlag, Schwalbach 2008.
- Handreichung zum Thema „Mädchen und Frauen in der extremen Rechten“ für Multiplikatoren zur Einführung in das Thema Frauen und Rechtsextremismus, im Auftrag der Amadeu Antonio Stiftung, Berlin 2008/2009.
- Robert Claus, Esther Lehner, Yves Müller (Hrsg.): „Was ein rechter Mann ist...“. Männlichkeiten und Rechtsextremismus. Karl Dietz Verlag Berlin, 2010.